# Lijst van spelers van Club Deportivo El Nacional
Deze lijst omvat voetballers die bij de Ecuadoraanse voetbalclub Club Deportivo El Nacional spelen of gespeeld hebben. De namen zijn alfabetisch gerangschikt. De club staat er om bekend alleen Ecuadoranen op te stellen, waar ze hun bijnaam Los Puros Criollos ("De Echte Creolen") aan ontlenen.

## A
- Juan Aguinaga
- Ridder Alcívar
- Pablo Amaya
- Franklin Anangonó
- Juan Carlos Anangono
- Juan Luis Anangonó
- Marco Andrade
- Rorys Aragón
- William Araujo
- Wilson Armas
- Nicolas Asencio
- Orlindo Ayovi
- Walter Ayoví

## B
- Fernando Baldeón
- Deyvis Barahona
- Luis Batioja
- Giuseppe Bautista
- Cristian Benítez
- Hermen Benítez
- Adrián Bone
- Dario Bone
- Elvis Bone
- Félix Borja
- Paul Borja
- Jimmy Bran
- Miguel Bravo
- Juan Carlos Burbano
- Robert Burbano

## C
- Danny Cabezas
- Marcelo Cabezas
- Mauricio Cabezas
- Jhon Cagua
- Darwin Caicedo
- Eber Caicedo
- Flavio Caicedo
- Geovanny Caicedo
- Javier Caicedo
- Marcos Caicedo
- Pavel Caicedo
- Walter Calderon
- Renán Calle
- Ronnal Campos
- Carlos Campoverde
- Moises Candelario
- Raúl Canelos
- Jhon Cangá
- Fredy Carcelén
- José Carcelén
- Dilber Castillo
- Jairo Castillo
- Segundo Castillo
- Carlos Castro
- Álex Cevallos
- Jonathan Cevallos
- Aníbal Chalá
- Cléber Chalá
- Michael Chalá
- Erick Chauca
- Luis Checa
- Luis Cherrez
- Javier Chila
- Héctor Chiriboga
- Juan Colamarco
- Marco Constante
- Dannes Coronel
- Kleber Corozo
- Rixon Corozo
- Manuel Cotera
- Oswaldo de la Cruz
- Darwin Cuero
- William Cuero

## D
- Agustín Delgado
- Carlos Delgado

## E
- Manuel Enriquez
- Frickson Erazo
- Luis Escalante
- Juan Esterilla

## F
- Ángel Fernández
- Gustavo Figueroa
- Jorge Folleco
- Wilson Folleco
- Edder Fuertes

## G
- Juan Carlos Garay
- Carlos Garcia
- Leonardo Garcia
- Patricio Garcia
- Erick García Minda
- Daniel Garrido
- José Gavica
- Fricson George
- Juan Godoy
- Armando Gómez
- Bolivar Gómez
- Francisco Gómez
- Johan Gómez
- Juan Govea
- Luis Granda
- Carlos Grueso
- Jorge Guagua
- Franklin Guerra
- José Fernando Guerrero
- José Nelson Guerrero
- Juan Guerrón
- Fabricio Guevara
- Felix Guisamano

## H
- Diego Herrera
- Carlos Hidalgo
- Ángel Hinostroza
- Eduardo Hurtado
- Jefferson Hurtado
- Patricio Hurtado

## I
- Jorge Ibarra
- Oswaldo Ibarra
- Renato Ibarra

## J
- Erick de Jesús
- Marlon de Jesús
- Omar de Jesús
- Ronal de Jesús

## K
- Iván Kaviedes

## L
- Jorge Ladines
- Christian Lara
- Luis Lastra
- Ricardo López
- Ernesto Luzuriaga

## M
- Juan Macías
- Tyrone Macías
- Víctor Macías
- José Madrid
- Hans Maldonado
- Daniel Maldonado
- Fernando Maldonado
- Ronny Medina
- Edison Méndez
- Eduardo Mendez
- Geovanny Mera
- Peter Mercado
- Richard Mercado
- Miguel Mesias
- Julián Miña
- Roberto Miña
- Cristian Minda
- Erik Minda
- Jhon Minda
- Edson Montaño
- Marco Montaño
- Fernando Montufar
- Cristhian Mora
- Santiago Morales
- Luis Moreira
- Luis Mosquera

## N
- John Narváez
- Orlando Narváez
- José Nazareno
- José de Negri
- Wilson Nieves

## O
- Bryan Oña
- Ebelio Ordonez
- Luis Orobio
- Mario Ortiz

## P
- Nea Padilla
- Pietro Páez
- Alexis Palacios
- Armando Paredes
- Elvis Patta
- Henry Patta
- Jose Pazymino
- Raul Penaherrera
- Rodrigo Perea
- Galo Pérez
- Johnny Pérez
- Miguel Pérez
- Flavio Perlaza
- Gene Pico
- Marwin Pita
- Augusto Poroso
- Carlos Preciado
- Edison Preciado

## Q
- Carlos Quiñónez
- Christian Quiñónez
- Dennys Quiñónez
- Michael Quiñónez
- Pedro Quiñónez
- Eulogio Quinteros
- David Quiroz

## R
- Simon Rangel
- Gabriel Rengifo
- Washington Reyes
- Diego Rodriguez
- Milton Rodriguez
- Tom Rodriguez
- Carlos Ron
- Julio César Rosero
- Vilson Rosero
- Simón Ruiz

## S
- Daniel Samaniego
- Robinson Sánchez
- Wellington Sánchez
- Andrés Santamaría
- Roger Silva
- Steven Soto
- Christian Suárez

## T
- Byron Tenorio
- Otilino Tenorio
- Carlos Torres
- Lizandro Torres
- Juan Triviño

## V
- Edder Vaca
- Victor Valarezo
- Antonio Valencia
- Eder Valencia
- Jorge Valencia
- Modesto Valencia
- Nilo Valencia
- José Vega
- Hugo Vélez
- Danny Vera
- Carlos Vernaza
- Cesár Villacís
- Jefferson Villacis
- Juan Villacrés
- José Villafuerte
- Alejandro Villalva

## Y
- Silvio Yepez

## Z
- Rody Zambrano
- Jairon Zamora
- Walter Zea
- Edmundo Zura